# Merag
Merag (olaszul: Smergo) falu Horvátországban Tengermellék-Hegyvidék megyében. Közigazgatásilag Creshez tartozik.

## Fekvése
Cres szigetének északkeleti részén, Cres városától 4 km-re északkeletre a sziget keleti partján fekszik. Kompjárat köti össze a Krk szigetén fekvő Valbiskával, a Krkről érkezők itt lépnek Cres szigetére.

## Története
A településről nyugatra a Szent Bertalan-dombon már a bronzkorban a liburnok erődített települése állt. Az erődítmény a római korban is fennmaradt, majd pásztorlakok álltak ezen a helyen. Később templom épült itt, melynek romjai ma is láthatók. A sziget többi részével együtt 1822-től osztrák uralom alatt állt, majd 1867 és 1918 között az Osztrák–Magyar Monarchia része volt. 1857-ben 22, 1910-ben 86 lakosa volt. Az Osztrák-Magyar Monarchia bukását rövid olasz uralom követte, majd a település a Szerb–Horvát–Szlovén Királyság része lett. A második világháború idején olasz csapatok szállták meg. A háborút követően újra Jugoszláviához került. 1991-ben az önálló horvát állam része lett. 2011-ben mindössze 9 lakosa volt.

## Lakosság

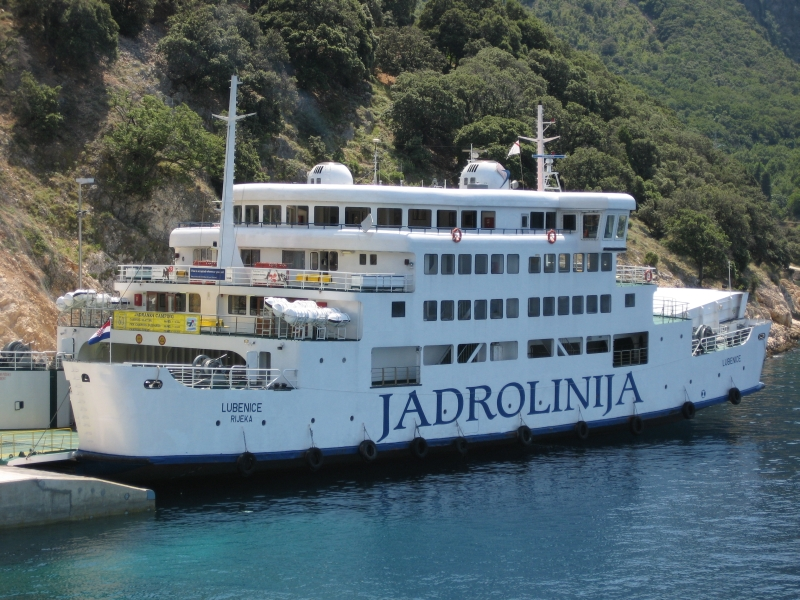
A Jadrolinija komphajója a meragi kikötőben

| Lakosság változása | Lakosság változása | Lakosság változása | Lakosság változása | Lakosság változása | Lakosság változása | Lakosság változása | Lakosság változása | Lakosság változása | Lakosság változása | Lakosság változása | Lakosság változása | Lakosság változása | Lakosság változása | Lakosság változása | Lakosság változása |
| ------------------ | ------------------ | ------------------ | ------------------ | ------------------ | ------------------ | ------------------ | ------------------ | ------------------ | ------------------ | ------------------ | ------------------ | ------------------ | ------------------ | ------------------ | ------------------ |
| 1857               | 1869               | 1880               | 1890               | 1900               | 1910               | 1921               | 1931               | 1948               | 1953               | 1961               | 1971               | 1981               | 1991               | 2001               | 2011               |
| 22                 | 22                 | 51                 | 42                 | 64                 | 86                 | 0                  | 0                  | 106                | 84                 | 50                 | 2                  | 0                  | 0                  | 3                  | 9                  |

## Nevezetességei
- A falu mellett található a Meragi lyuk egy babérfákkal benőtt nagyméretű tektonikus eredetű üreg.
- Keresztelő Szent János tiszteletére szentelt kis temploma a településtől nyugatra, közvetlenül a Meragi lyuk nyílása alatt  található, mellette temető van.
- Szent Bertalan apostol tiszteletére szentelt templomának[4] romjai a falutól nyugatra emelkedő 300 méteres magaslaton állnak. A lelőhely több rétegből áll, ahol az itteni település folytonosságát a bronzkortól és a vaskortól kezdve, a korai és késő ókori korszakokon keresztül lehet nyomon követni. Az őskori erődített település szabálytalan elliptikus alaprajzú, több különböző elrendezésű és irányú sánccal, száraz technika alkalmazásával rakott nagyobb kőtömbökkel. A települést a hellenizmus és az ókor időszakában is használták. Szent Bertalan kápolna egyhajós román stílusú kápolna, félköríves apszissal. Fennmaradt a templom egyik fala a boltív egy részével, amely későbbi gótikus csúcsíves boltozat része lett.
- Egy 18. századi elhagyott pásztorlakásban található a Szent Vid-kápolna.[5] A kápolnát 1486-ban említik, de története során több átalakításon esett át. A nyugati homlokzati fal mellett egy melléképület található, amelyen fennmaradtak a régi konzolok és keskeny nyílások. A kápolna téglából épített dongaboltozattal rendelkezik, korszerűsítése során új tetőszerkezetet kapott. A félköríves szentély, mely egy régebbi, sokszögletű, nagyobb apszis alapjaira épült félkupolával boltozott. A belső térben megmaradt a rusztikus formájú kő keresztelőmedence és az stipese. Tekintettel a román kori apszis sokszögéletű alépítményére a kápolna kora a 6. századra tehető.